# Narodowe Muzeum Archeologiczne we Florencji
Narodowe Muzeum Archeologiczne we Florencji – muzeum sztuki starożytnej, jedno z najważniejszych we Włoszech, założone w 1870.

## Historia zbiorów i układ kolekcji
Znajduje się tu największa obecnie kolekcja sztuki etruskiej, której podstawą były zbiory medycejskie kompletowane od czasów renesansu (posąg Arringatore, Chimera z Arezzo, Minerwa z Arezzo) i systematycznie powiększane. W 1897 utworzono z części zbiorów Museo Topografico dell’Etruria, w którym eksponaty są grupowane w układzie topograficznym, całymi zespołami grobowymi. Najlepiej są reprezentowane ośrodki północnoetruskie i Etrurii Wewnętrznej (Vetulonia, Populonia, Marsigliana d'Albegna, Volterra, Chiusi, Perugia). W muzeum archeologicznym znajdują się również działy egipski i grecko-rzymski.

## Najcenniejsze eksponaty
Do najcenniejszych zabytków etruskich, przechowywanych w muzeum należą:
- Arringatore (Mówca) – jedyna duża rzeźba etruska w brązie z okresu hellenistycznego,
- Chimera z Arezzo – posąg trójgłowego potwora z V wieku p.n.e., odkryty w 1553 w Arezzo.

W dziale egipskim znajdują się cenne rzeźby (statua Haremheba, stele) i przedmioty wykopane przez ekspedycję włoską Ippolito Roselliniego w 1828, które uczyniły kolekcję florencką drugą co do wielkości kolekcją starożytnej sztuki egipskiej we Włoszech po zbiorach Muzeum Egipskiego w Turynie.
W dziale grecko-rzymskim znajdują się m.in.:
- grecka głowa konia, zdobiąca niegdyś ogród Palazzo Medici,
- statua-akt Idolino, prawdopodobnie kopia oryginału z V wieku p.n.e., odkryta w Pesaro w 1530,
- wspaniała kolekcja waz ze słynną wazą François,
- zbiory gliptyki i złotnictwa.

## Galeria

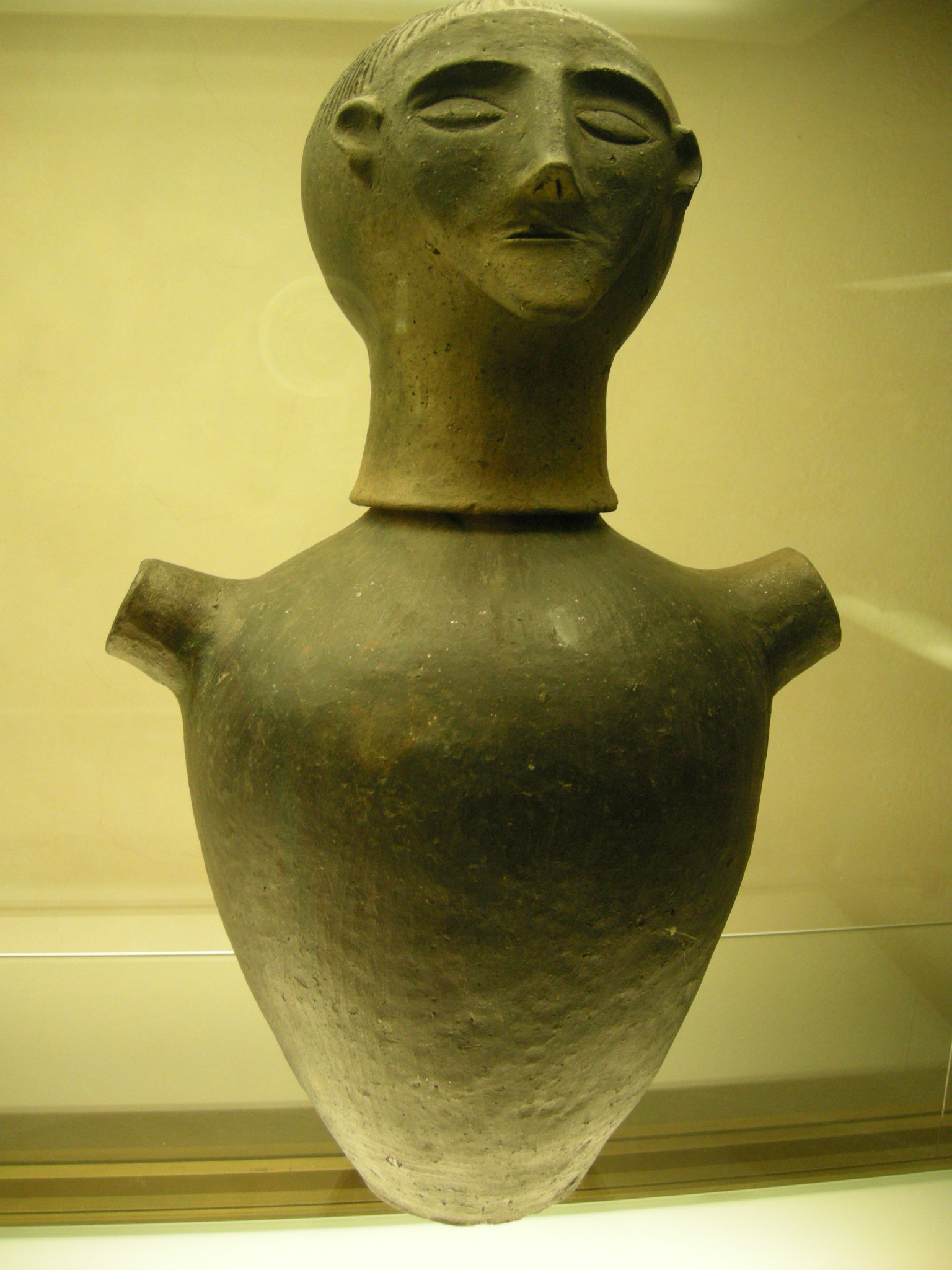
Etruska kanopa z Chiusi, I połowa VI wieku p.n.e.
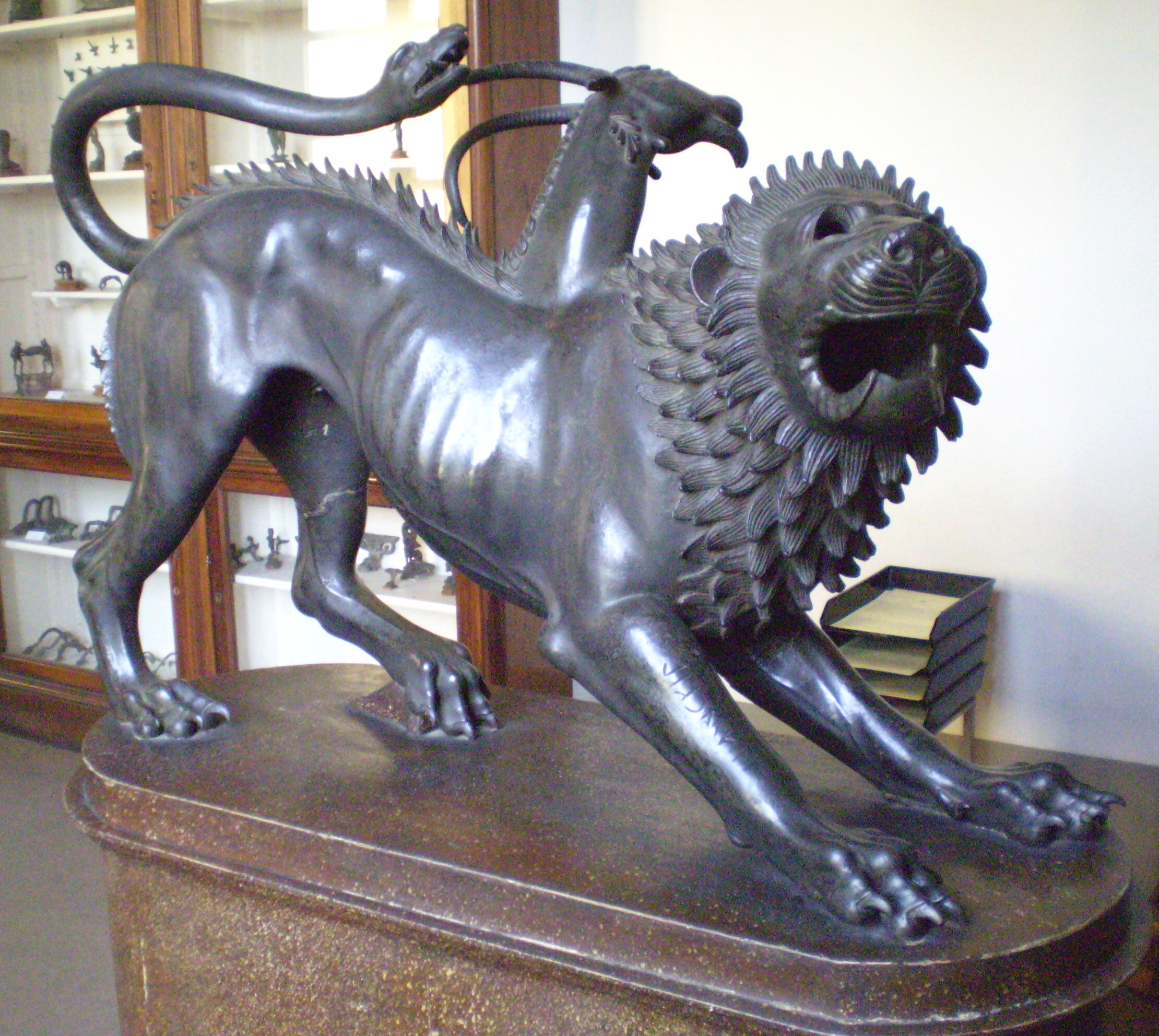
Chimera z Arezzo
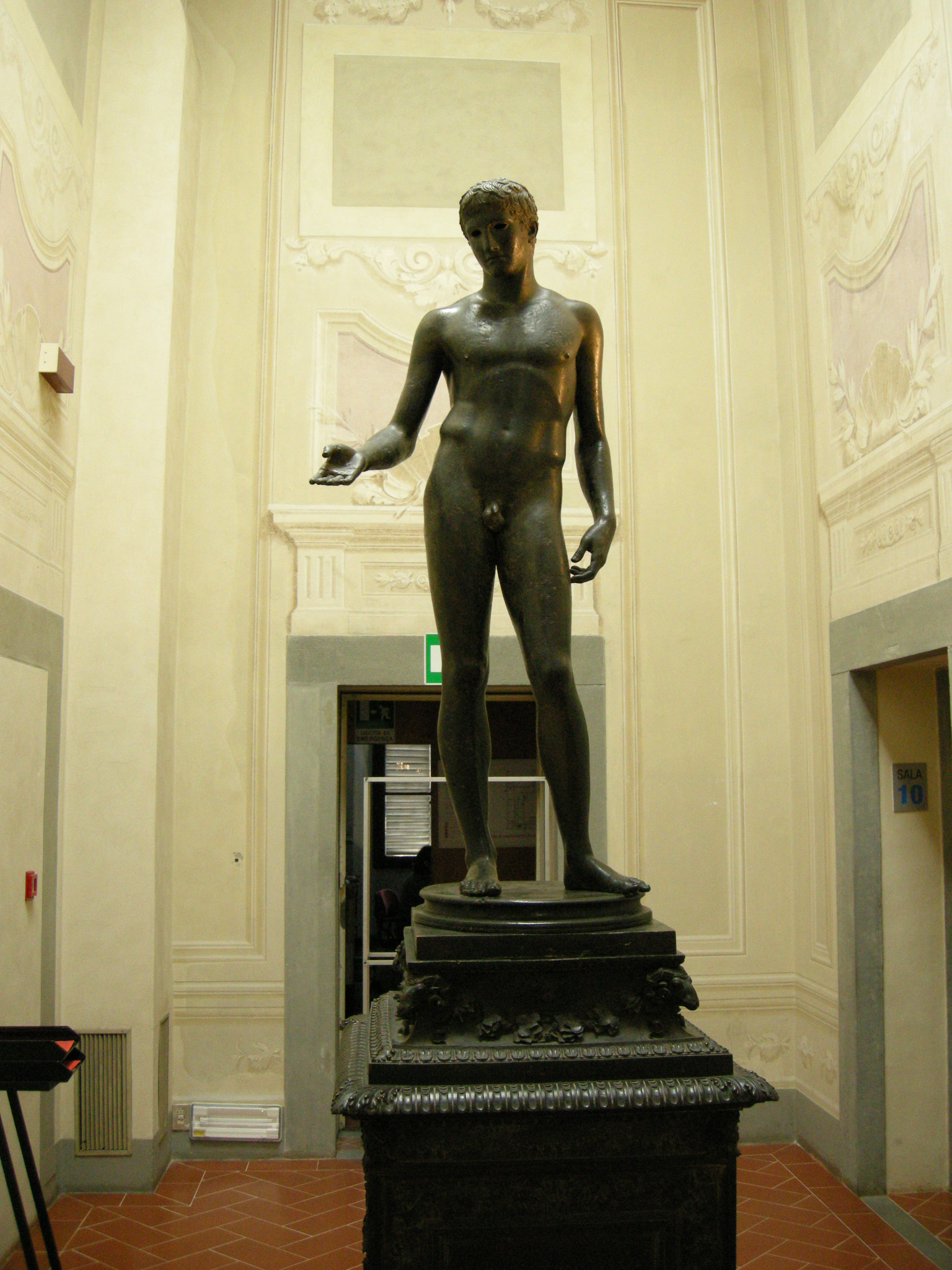
Idolino
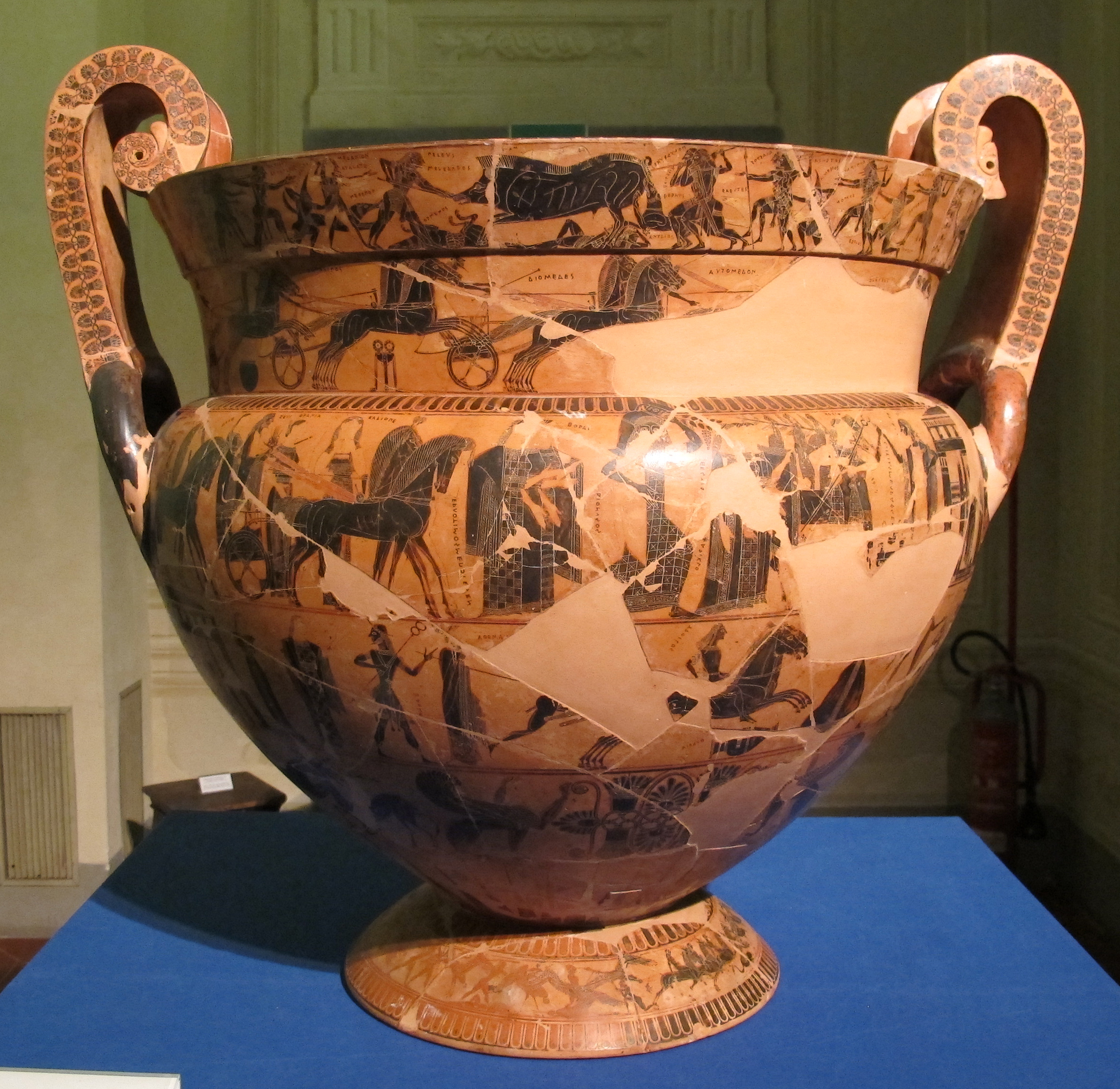
Waza François
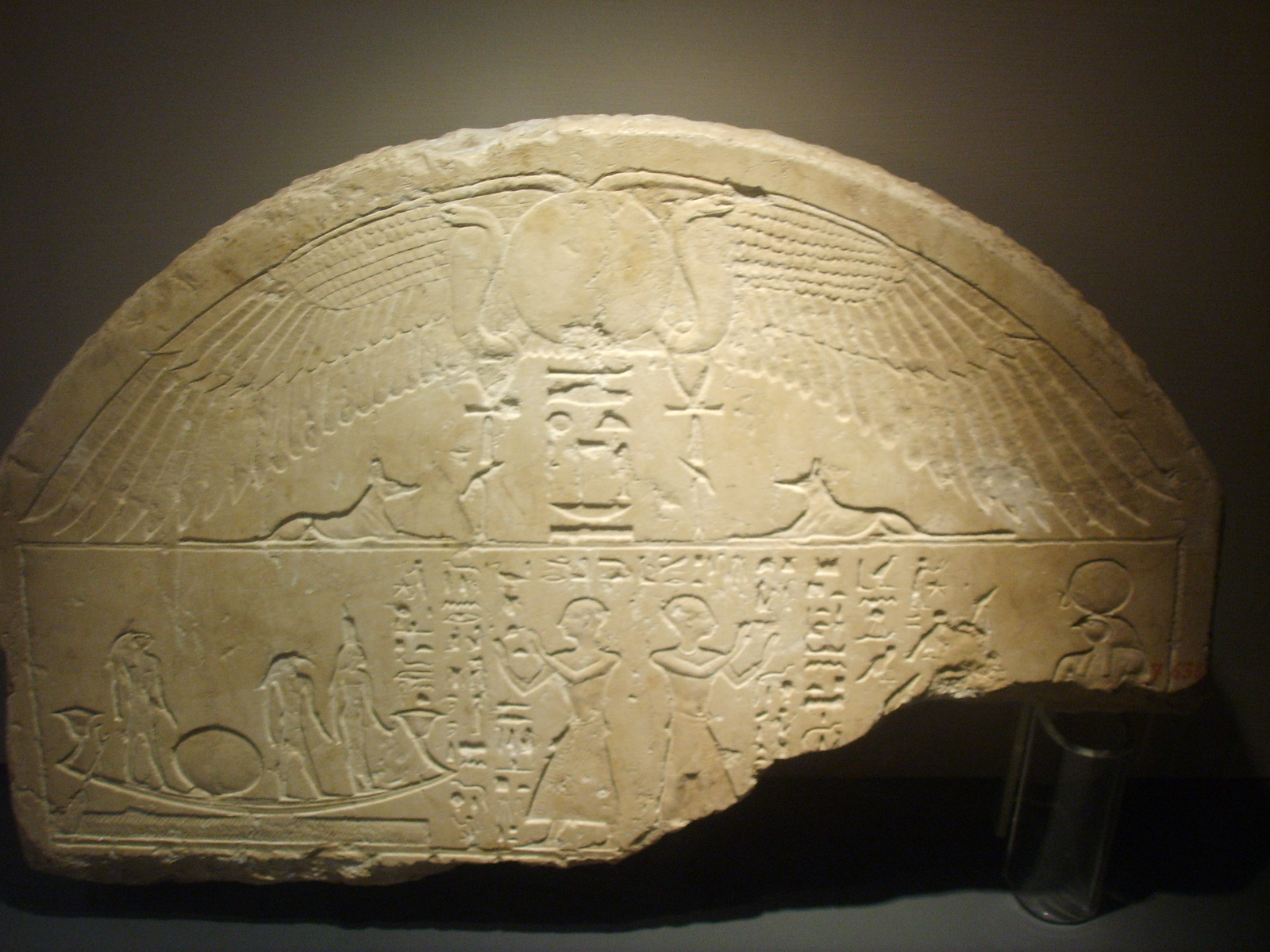
Stela egipskiego kapłana Gedhora, okres ptolemejski